# Xixintonal
Xixintonal är en ort i Mexiko.   Den ligger i kommunen Chilón och delstaten Chiapas, i den sydöstra delen av landet, 800 km öster om huvudstaden Mexico City. Xixintonal ligger 1 303 meter över havet och antalet invånare är 143.
Terrängen runt Xixintonal är huvudsakligen kuperad. Xixintonal ligger uppe på en höjd. Runt Xixintonal är det ganska tätbefolkat, med 54 invånare per kvadratkilometer. Närmaste större samhälle är Yajalón, 14,7 km nordväst om Xixintonal. I omgivningarna runt Xixintonal växer i huvudsak städsegrön lövskog.